# Merete Møller
Merete Möller, född 7 maj 1978 i Sønderborg, Danmark, är en nu inte aktiv handbollsspelare. Hon spelade som playmaker, det vill säga mittnia.

## Karriär
Merete Möller började sin karriär i Randers HK 1994 och spelade där till 1996. Sedan spelade hon ett år i Vorup FB men fortsatte sedan till Randers HK och spelade där till utgången av säsongen 1997/1998 då hon blev proffs i norska Larvik. Säsongen 1997/1998 blev hon vald till årets spelare i danska damehåndboldligaen. Hon vann med Larvik norska handbollstiteln 2000. 2001 råkade hon ut för en allvarlig knäskada som satte stopp för hennes karriär då hon bara var 23 år.

### Landslagskarriär
Möller startade sin karriär i landslaget med att vara med i U20-VM 1997 och hon var den enda spelaren som tog sig in i det danska A-landslaget som vann VM 1997. Merete Möller landslagsdebuterade strax före VM 1997 den 22 november mot Rumänien i en match Danmark vann med 35-27 Hon spelade sedan i landslaget i tre år. Sista landskampen mot Norge den 12 mars 2000 slutade i dansk vinst 27-22. Sammanlagt blev det 37 landskamper och 91 mål för Merete Möller i landslaget.

### Efter karriären
2001 blev Merete Möller förklarad för handbollsinvalid. Hon har sedan dess haft dagliga smärtor. Hennes egen situation gjorde att hon utbildade sig till fysioterapeut och forskade på bland annat knäskador i idrotten och sätt att förebygga dem.
- Invald i Randers Wall of fame 2014[6]

### Fotnoter
1. ↑  ”EHF / Spelare Merete Möller”. Arkiverad från originalet den 25 februari 2019. https://web.archive.org/web/20190225162120/http://www.eurohandball.com/ec/cl/women/2000-01/player/509034. Läst 25 februari 2019.
2. ↑  Vaclav Pletanek. ”Larviks gladaste gulljenter”. Dagbladet 5 mars 2000. https://www.dagbladet.no/sport/larviks-gladeste-gulljente/65582620. Läst 25 februari 2019.
3. ↑  ”DHDB : Merete Möller”. http://dhdb.hyldgaard-jensen.dk/spiller.php?id=2527. Läst 25 februari 2019.
4. ↑  ”Haslund info / Merete Möller”. http://www.haslund.info/haandbold/20_dame/20_spillere/molmer.asp. Läst 25 februari 2019.
5. ↑  Pia Richter. ”Hver dag er fuld af smerter”. Viborg folkblad 5 maj 2014. https://viborg-folkeblad.dk/viborg/Hver-dag-er-fuld-af-smerter/artikel/111302. Läst 25 februari 2019.
6. ↑  ”Sportfest 2014 - Möd alle vindere”. Arkiverad från originalet den 25 februari 2019. https://web.archive.org/web/20190225203510/https://eliteidraet.randers.dk/randers-talent-og-elite/arkiv/events/sportsgalla-gennem-tiden/sportsfest-2014/moed-alle-vindere/. Läst 25 februari 2019.